# Ластівка тропічна
Ластівка тропічна (Cecropis domicella) — вид горобцеподібних птахів родини ластівкових (Hirundinidae). Мешкає в регіоні Сахелю. Раніше вважався підвидом даурської ластівки, однак був визнаний окремим видом.

## Поширення і екологія
Тропічні ластівки поширені від Сенегалу і Гамбії до західного Судана, Південного Судана і західної Ефіопії. Вони живуть в сухих саванах і чагарникових заростях Сахелю. Живляться комахами, яких ловлять в польоті.